# Sminthurinus alpinus
Sminthurinus alpinus är en urinsektsart som beskrevs av Hermann Gisin 1953. Sminthurinus alpinus ingår i släktet Sminthurinus, och familjen Katiannidae. Arten är reproducerande i Sverige.